# Cantón de Pococí
Cantón de Pococí är en kanton i Costa Rica.   Den ligger i provinsen Limón, i den centrala delen av landet, 80 km nordost om huvudstaden San José. Antalet invånare är 125 962. Arean är 2 403 kvadratkilometer.
Terrängen i Cantón de Pococí är varierad.
Följande samhällen finns i Cantón de Pococí:
- Guápiles
- Roxana